# Kees Pruis
Cornelis (Kees) Pruis (Spaarndam, 7 maart 1889 – Amsterdam, 28 maart 1957) was een Nederlands cabaretier en volkszanger, die vooral populair was tijdens het interbellum. Hij staat vooral bekend om: Zij die niet slapen (1921), De kleinste ("in 't groene dal, in 't stille dal") (1926), Ik zou wel eens willen weten wie mij thuis heeft gebracht (1927), De populaire feestmarsch ("en dat we toffe jongens zijn dat willen we weten...") (1929), Twee ogen zo blauw (1929), Ik heb een spijker in mijn schoen (1931), O sergeant, ze hebben mijn sokken gestolen (1939) en Zit ik op mijn duivenplatje (1947).

## Biografie
Pruis was aanvankelijk groenteboer alvorens hij dankzij optredens in cafés en kleine theatertjes een populair revuezanger werd. Hij debuteerde in 1914 als zanger in de Schouwburg van Haarlem. Pruis stond bekend om zijn vrolijke, luchtige liedjes, waardoor hij de bijnaam "de gentleman-humorist" verkreeg. Hij was een van de eerste Nederlandse zangers die vaak op de radio optraden. Hij kon ook goed dronken mensen neerzetten, wat hem goed van pas kwam in komische liedjes als Waar woon ik? (1925) en Ik heb voor vannacht een kruier afgehuurd (1935). Ondanks zijn lichtvoetige reputatie nam Pruis ook weleens ernstig, geëngageerde nummers op, zoals Zij die niet slapen (1921).
Na de Tweede Wereldoorlog vormde hij samen met zijn zoon, Jan Pruis, een revueduo genaamd "Mr. Yank & Mr. Doodle", dat optrad voor de Nederlandse soldaten die in Nederlands-Indië gelegerd waren. In 1957 overleed hij na een zware ziekte.

## Chronologische discografie
- Oh gladde ring (1918)
- Zilveren draden tussen 't goud (1918)
- Kindjes laatste wens (1921)
- Zij die niet slapen (1921)
- Sinocotta (1923)
- Oh Johanna (1924)
- Waar woon ik? (1925)
- How do you do? (1925)
- De vrouw met de vrienden (1925)
- Een hart van goud (1925)
- Een recept voor een goed humeur (1925)
- Mijn Karel is agent (1925)
- Mijn neefje uit Amerika (1925)
- Waarom loop je mij zo straal voorbij? (1925)
- Helemaal alleen in je eentje (1925)
- Nou vandaag de zorg opzij (1925)
- Treesje (1925)
- Radio idioot (1925)
- De kleinste ("in 't groene dal, in 't stille dal") (1926)
- Twee voerlui ("een karretje langs de zandweg reed...") (1926)
- Ik zou wel eens willen weten wie mij thuis heeft gebracht? (1927)
- Tante Griet, wat word je mager (1927)
- Ome Ko heeft radio (1927)
- Gescheiden van een heilsoldaat, deel 1 en 2 (1928)
- Je moest je schamen, Jozefien (1928)
- Loflied op ons biertje (1928)
- Tabé (1928)
- Jongen mijn (1928)
- Ramona (1928)
- In die coupétjes (1928)
- Konstantinopel (1928)
- Lief, dierbaar moedertje (1928)
- Oom en tante (1928)
- Terug naar Purmerend (1928)
- De schooier en zijn hond (1928)
- Heb meelij, Jet (1929)
- Hallo, mannetje van de radio (1929)
- Aan het stille strand (1929)
- Bimbamboela (1929)
- Een damesfiets en een herenfiets  (1929)
- Loflied op de Hollandsche vrouw (1929)
- De feestmars of Populaire feestmarsch (1929)
- Daar klonk een alleraardigst melodietje (1929)
- Voor jou (1929)
- Twee ogen zo blauw (1929)
- De oudjes doen het nog best (1929)
- Mijn vrouw is op reis (1929)
- Eet nooit rooie kool op maandag (1929)
- De kleine vrouw (1930), parodie op De kleine man
- Hallo, hier Hilversum (hier is de VARA) (1930)
- IJs, ijs, ijs (1930)
- De soldatenhond (1930)
- In 't zilveren zand van het strand bij de zee (1930)
- Ik heb geen auto, niet eens een motorfiets (1930)
- Mag ik met jou de nieuwe tango dansen? (1930)
- Arme gigolo (1930)
- Tusschen Dam en Rembrandtsplein (1930)
- Als die Elizabeth (1931)
- Marie heeft een huzaar (1931)
- Ik heb een spijker in mijn schoen (1931)
- Fijne zus uit de autobus (1931)
- Dat is de liefde der matrozen (1931)
- Het zolderkamertje onder het dak (1931)
- Auf wiederseh'n, my dear (1932)
- Spreek je moeders taal (1932)
- De vrouw van de smid is er vandoor (1932)
- Dat was wonderbaarlijk, maar gevaarlijk (1932)
- Jan Smid z'n vrouw is 'm gesmeerd (1932)
- We zijn net kleine jongens (1933)
- Oh Johanna (met The Ramblers) (1934)
- Het is net zo je zegt (1934)
- Een ongeval op straat  (1935)
- Ik heb voor vanavond een kruier afgehuurd (1935)
- Radio-Cocktail (1935)
- De Lambeth dans (1938)
- Zweven op Zee (1938)
- Ome Koosje met zijn motorbootje (1938)
- Adieu, mijn kleine gardeofficier (1939)
- Morgen gaat het beter (1939)
- Oh sergeant, ze hebben mijn sokken gestolen (1939)
- De jongens aan de grenzen, de jongens aan de kust (1939)
- Wij wandelen door weer en wind (1940)
- Heerenmode (1940)
- Koffiedik (1940)
- Mijn vriend (1940)
- Zit ik op mijn duivenplatje (1947)
- Ik zou je graag wat zeggen (1949)
- Ons hart is bij de jongens (1949)
- Waarom groeien er in Mokum geen bananen? (1949)
- Lach en vergeet, waarom zouden we treuren? (1953)

### Onbekend jaartal
- Ze haten en minnen elkaar, met Stella Seemer, Homocord H.4-66027
- Op ieder reisje een ander meisje, met Stella Seemer, Homocord H.4-66029
- Dat komt slechts eenmaal, Homocord H-N. 66247
- Dat moet een deel des Hemels zijn, Homocord H-N. 66249
- Je bent met goud niet te betalen, Kristal 21946
- Jij bent mijn edelsteen, Kristal 21946